# Wenns
Wenns je obec v Rakousku ve spolkové zemi Tyrolsko v okrese Imst. Žije zde přibližně 2 100 obyvatel.

## Geografie

### Poloha
Obec leží na západním svahu Pitztal v údolí řeky Pitze a v údolí, kterým vede silnice do Fließ v oblasti Oberes Gericht přes sedlo Pillerhöhe. Obec je rozlohou nejmenší, ale počtem obyvatel druhá největší v Pitztalu a leží ve slunné údolní kotlině. Díky své centrální poloze se Wenns vyvinul v jedno z nejdůležitějších měst v údolí z hlediska osídlení a infrastruktury. Kromě hlavní obce patří k území obce také velké množství vesnic na jihovýchodních svazích pohoří Venet a Pillerského sedla.
Obec má rozlohu 29,6 km², z toho 24,3 % je zemědělská půda,14,6 % tvoří alpské louky a 54,4 % lesy. Z celkové rozlohy je 28 % území osídleno.

### Části obce
Na území obce Wenns je hlavním sídlem stejnojmenné městečko a další vesnice a osady:
Amishaufen, Anger, Auders, Audershof, Baustadl, Bergle, Bichl, Bieracker, Brennwald, Eggmahd, Farmie, Flickerloch, Georg-Matthäus-Vischer-Platz, Greith, Grenzstein, Hairlach, Klöfles, Langegerte, Langenau, Larchach, Matzlewald, Minköfle, Mühlhoppen, Mühlbach, Moosanger, Oberdorf, Obermühlbach, Ofen, Pirchach, Pitzenhöfe, Säge, Sankt Margarethen, Schweizerhof, Siedlung, Tränk, Unterdorf, Wiesle a Winkl.

### Sousední obce
Obec sousedí
| Schönwies | Imsterberg | Arzl im Pitztal |
| Zams      |            | Jerzens         |
| Fließ     | Kaunerberg |                 |

## Historie
První písemná zmínka o obci Wenns pochází z let 1163–1170, kde je uvedeno jako Wennes v kopiáři z kláštera Schäftlarn. Název místa je starobylý a nejasného původu.  V té době také dostával daně ze statků ve Wenns klášter Marienberg v údolí Vinschgau, což je doloženo v listinách z let 1164, 1178, 1181, 1219 a 1220. Některé z těchto listin byly dokonce vydány papeži, jako například listina z roku 1178, v níž papež Alexandr III. potvrzuje klášteru Marienberg majetek ve Wenns (zde psáno také Wennes). Kromě psaní "Wennes" se v této době setkáváme také s "Bennes", například v listině z roku 1164.
První písemná zmínka o vesnici Brennwald pochází z roku 1275, kde je uvedena jako Primwalden. V roce 1289 je doloženo vysvěcení kostela a oltáře svatého Jana ve Wense. Ves Piller, která v letech 1938–1955 patřila k obci Wenns, je poprvé zmiňována kolem roku 1300 jako Pilaer.
Kolem roku 1300 a 1331 se v listinách objevuje zmínka o rychtáři neboli Dorfvogt. Wenns měl od této doby jistě svůj vlastní Dingstuhl (volně: soudní fojtství), kde se venkovské obyvatelstvo scházelo pod širým nebem při soudních dnech. Podle tehdy zaznamenané listiny museli ve 14. a 15. století vesničtí rychtáři z Wennsu spravovat nižší soudy ve své obci pod dohledem soudce z Imstu, proto jsou v různých písemných záznamech označováni také jako "soudci z Wennsu". Tato pravomoc vesnického rychtáře z Wennsu však byla zemským knížecím výnosem z roku 1560 z velké části omezena nebo zrušena a byla podřízena přímo soudní pravomoci soudu v Imstu. O této minulosti dnes svědčí takzvaný Platzerhaus neboli soudcovský dům.
Tyrolští panovníci udělovali úřad správce a soudce v Imstu jako služební právo, od roku 1500 jako zástavní právo, například pánům z Tänzlu a Schurfu a v roce 1682 hrabatům z Ferrari jako léno. Wenns byl do těchto dotací vždy zahrnut vrchností a soudem v Imstu.
Poprvé v roce 1809 – v době bavorské nadvlády nad Tyrolskem – a nakonec v roce 1826 převzal stát od hrabat z Ferrari zemský soud v Imstu a převedl jej pod svou správu. Od roku 1849 se nazýval okresní soud, od roku 1938 místní soud v Imstu a od roku 1945 opět okresní soud.
Od roku 1754 podléhal Wenns politické správě okresního úřadu Oberinntal se sídlem v Imstu. Imst se stal politickou obcí v roce 1811. Od roku 1868 patřil Wenns pod okresní správu Imst, v letech 1938–1945  pod okresní správu Imst.
Z hlediska diecézní příslušnosti prošel Wenns od první světové války rovněž změnou. Do roku 1918 patřil Wenns do diecéze Brixen. V důsledku válečných událostí a odtržení Jižního Tyrolska byla v roce 1918 zřízena pobočka knížecího biskupského ordinariátu v Innsbrucku. Dne 9. dubna 1921 byla vytvořena innsbrucká apoštolská administratura. O zřízení innsbrucko-feldkirchské diecéze bylo rozhodnuto již v konkordátu z roku 1933, k jejímu zřízení však nedošlo kvůli anexi Německa v roce 1938.
Teprve po druhé světové válce byla otázka samostatné diecéze znovu nastolena. Dne 24. září 1964 byl nakonec dosavadní apoštolský administrátor jmenován prvním diecézním biskupem v Innsbrucku. Děkanát Imst, do kterého farnost Wenns patří, prožil tuto pohnutou historii a nyní je součástí innsbrucké diecéze.

## Ekonomika
Vzhledem ke své poloze je hlavním místním zdrojem příjmů turismus, zejména lyžování, ač přímo ve Wenns žádné sjezdovky nejsou.

## Památky
Z pamětihodností se zde nachází Stamserhaus, 700 let starý statek, nejstarší v Tyrolsku.

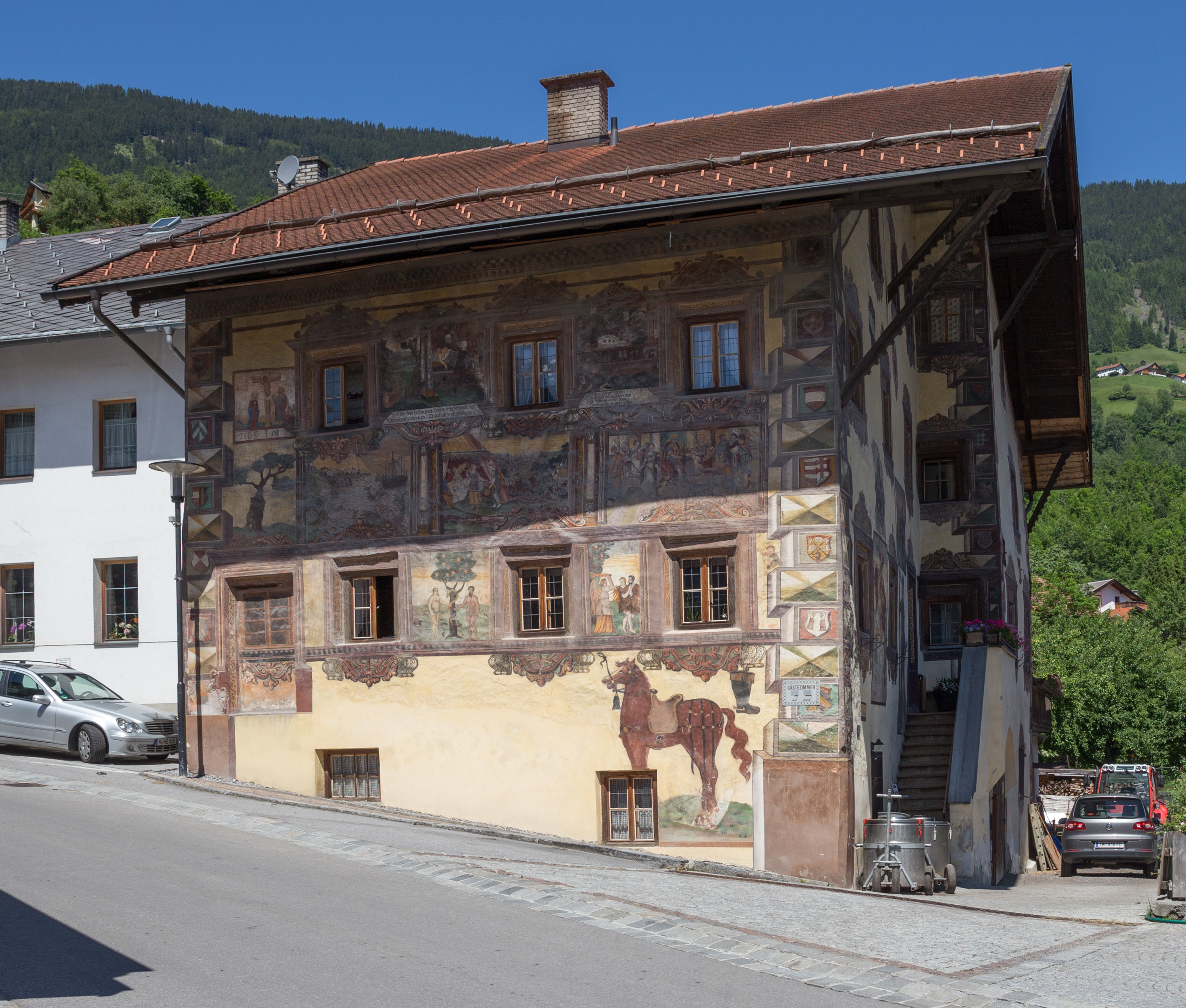
Platzhaus

Platzhaus je třípatrový dům s renesančními freskami z roku 1550, který sloužil jako soudní budova. V polovině 16. století nechal obecní rychtář Cristof Genewein dům vymalovat. Malby, největší monumentální malby svého druhu v Tyrolsku, obsahují náboženské motivy a 54 erbů zemí, panovníků, knížat, měst a cechů. Dům utrpěl rozsáhlé škody při velkém požáru v roce 1917, ale malby byly kompletně restaurovány.

## Znak
Blason: V modré barvě zlatá doprava obrácená paže se soudcovskou holí.
Znak byl obci Wenns udělen 3. prosince 1974. Wenns byl jediným místem v Severním Tyrolsku, kde soudil vesnický rychtář nebo soudce z Wenns. Erb připomíná tento samostatný soudní okres, který byl zrušen až v roce 1560.
Barva obecní vlajky: žlutomodrá.